# Eparchia buzułucka
Eparchia buzułucka – jedna z eparchii Rosyjskiego Kościoła Prawosławnego, z siedzibą w Buzułuku. Należy do metropolii orenburskiej.
Erygowana przez Święty Synod Rosyjskiego Kościoła Prawosławnego 5 października 2011 poprzez wydzielenie z eparchii orenburskiej i buzułuckiej. Obejmuje terytorium części rejonów obwodu orenburskiego. Obowiązki jej ordynariusza pełni biskup buzułucki i soroczyński Aleksy (Antipow).
W 2014 w skład administratury wchodziło 81 parafii, zgrupowanych w 15 dekanatach.
Na terenie eparchii działa żeński monaster Tichwińskiej Ikony Matki Bożej w Buzułuku.